# Brazíliai örmények
A brazíliai örmények (örményül: Բրազիլահայեր, latin betűs átírással: Brazilahayer; portugálul: armeno-brasileiro vagy armênio-brasileiro) azok a brazilok, akik részben vagy teljesen örmény származásúak. A Brazíliában élő örmény származásúak számát 100 ezer főre becsülik.

## Örmény közösségek
Brazíliában az örmény közösségek a nagyvárosokban találhatók: São Paulóban, Rio de Janeiróban, valamint Uberaba, Santa Maria, Fortaleza, Campo Grande, Anápolis, São José do Rio Preto, Lins, Guaxupé és Osasco települések rendelkeznek örmény lakossággal.
Az örmény közösségek kulturális központjai viszont kizárólag São Paulóban és Rio de Janeiróban találhatók, ahol saját iskoláik, templomaik és kulturális központjaik is vannak. A São Pauló-i metró 1-es kék vonalán külön metróállomást is neveztek el az örmények tiszteletére: Estação Armênia néven.

## Híres örmény származású brazilok
- Aracy Balabanian – színésznő;
- Comendador Levy Gasparian – üzletember;
- Ricardo Tacuchian – zeneszerző;
- Pedro Pedrossian – politikus és építőmérnök;
- Fiuk (Filipe Kartalian) – énekes, zeneszerző, színész és modell;
- Stepan Nercessian – színész és politikus;
- Antonio Kandir – gépész- és termelési mérnök, közgazdász, egyetemi tanár és politikus;
- Daniel Sarafian – MMA-küzdősportoló;
- Ricardo Tacuchian – zeneszerző;
- Marcelo Djian – labdarúgó;
- Sergio Kafejian – zeneszerző;
- Fábio Mahseredjian – erőnléti edző;
- Vahan Agopyan – építőmérnők és a São Pauló-i Egyetem rektora;
- Krikor Mekhitarian – sakkjátékos;
- Marcos Pizzelli – labdarúgó;
- Mihran Latif-Latifyan – mérnök;
- Fernando Gasparian – politikus